# Carlini (Mondkrater)
Carlini ist ein kleiner, aber auffälliger Einschlagkrater im Nordwesten der Mondvorderseite. Er liegt östlich des Kraters C. Herschel und nördlich von Lambert in der Ebene des Mare Imbrium.
Carlini hat neun Nebenkrater:
| Buchstabe | Position           | Durchmesser | Link |
| --------- | ------------------ | ----------- | ---- |
| A         | 35,35° N, 26,64° W | 7 km        |      |
| C         | 35,08° N, 22,9° W  | 4 km        |      |
| D         | 32,97° N, 16,04° W | 9 km        |      |
| E         | 31,57° N, 20,51° W | 1 km        |      |
| G         | 32,62° N, 25,06° W | 4 km        |      |
| H         | 32,41° N, 24,48° W | 4 km        |      |
| K         | 31,07° N, 23,73° W | 3 km        |      |
| L         | 31,3° N, 24,83° W  | 3 km        |      |
| S         | 37,9° N, 27,25° W  | 4 km        |      |

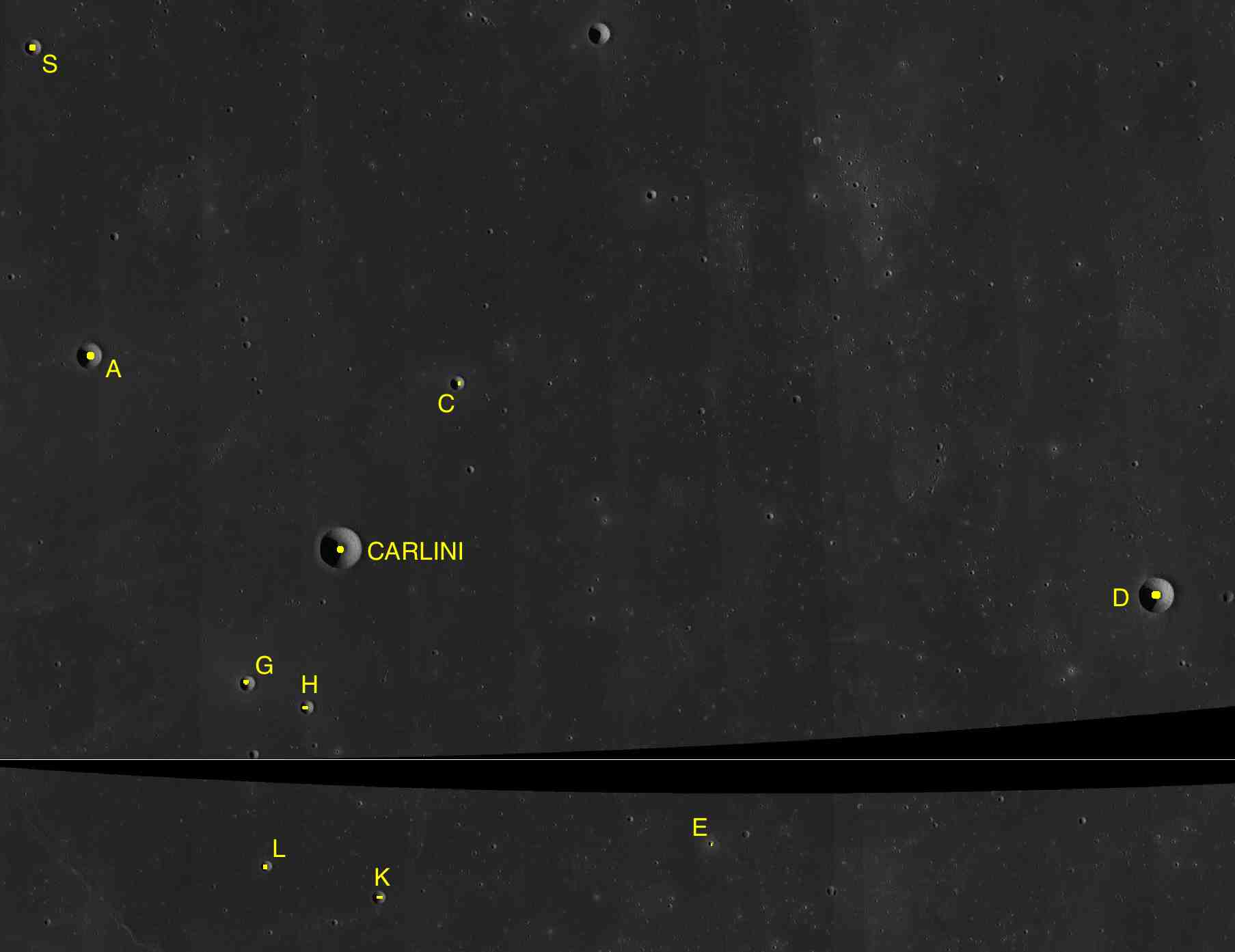
Carlini mit seinen Nebenkratern

Der Krater wurde 1935 von der IAU nach dem italienischen Astronomen Francesco Carlini offiziell benannt.